# جنوب ليمبورخ (هولندا)
جنوب ليمبورخ (لغة هولندية: Zuid-Limburg، لغة ليمبورغية: Zuud-Limburg) هي منطقة اللجنة التنسيقية لبرنامج البحوث الإقليمية بالإضافة إلى قائمة مناطق هولندا (منطقة) بهولندا تقع في ليمبورخ (هولندا).

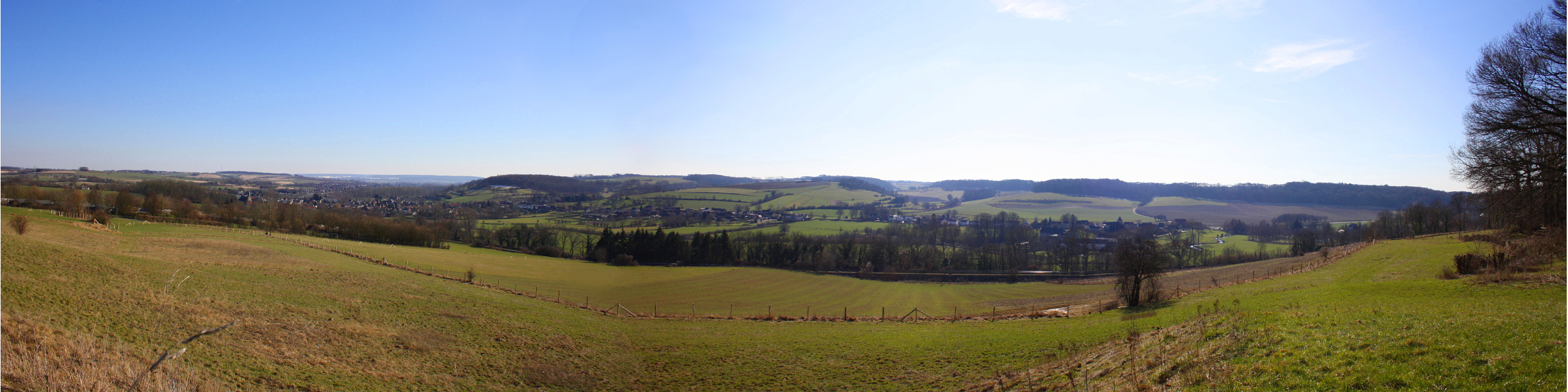
تلال جنوب ليمبورخ

## بلديات

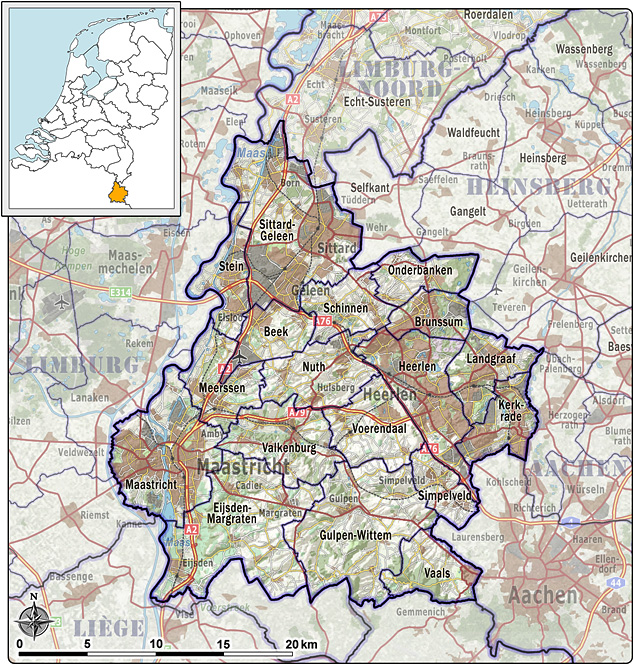
خريطة جنوب ليمبورخ وبلدياتها.

يشمل جنوب ليموبرخ على 18 بلدية إدارية (gemeentes):
| - بييك - برونسوم - آيسدن- مارخراتن - خولبن- فيتيم - هيرلين - كيركراده - لاندخراف - ماستريخت (عاصمة كل ليمبورخ) - ميرسن |  | - نوت - أوندربانكن - سخينن - سيمبلفيلد - سيتارد- خيلين - Stein - فالس - فالكنبورخ آن دي خول - فوريندال |